# 科托爾市鎮
42°26′00″N 18°46′00″E / 42.4333°N 18.7667°E
科托爾市鎮是蒙特內哥羅的24個市镇之一，位於該國南部，行政中心为科托爾，面積335平方公里，2011年人口22,601，人口密度每平方公里67人。科托爾是一座位於科托爾峽灣深處的古城，古城的地勢前臨峽灣，背倚懸崖，由於它保留了16～17世紀的古建築群及完整城牆，且城牆是巧妙地利用懸崖地形，構築而成的三層防禦系統，而列入聯合國世界文化遺產名錄。古城還於2019年獲選為歐洲年度最佳旅遊目的地。古城前方的峽灣碼頭可停泊2000人級的大型郵輪，此處是地中海東側郵輪遊程的重要景點。
1. ↑  http://database.uom.me/municipal_profile_en.aspx?ID=59